# Rhipidoglossum tanneri
Rhipidoglossum tanneri é uma espécie de orquídea, família Orchidaceae, que existe no oeste da montanhas Usambara, na Tanzânia. Trata-se de planta epífita, monopodial com caule que mede pelo menos vinte centímetros de comprimento e tem folhas alternadas ao longo de todo o caule; cujas pequenas flores tem um igualmente pequeno nectário sob o labelo.

## Publicação e sinônimos
- Rhipidoglossum tanneri (P.J.Cribb) Senghas, Schlechter Orchideen 1(16-18): 1111 (1986).

Sinônimos homotípicos:
- Diaphananthe tanneri P.J.Cribb, Kew Bull. 40: 411 (1985).
- Angraecopsis tanneri (P.J.Cribb) R.Rice, Prelim. Checklist & Survey Subtrib. Aerangidinae (Orchidac.): 20 (2005).